# Munition anti-char
 (juillet 2015).
Si vous disposez d'ouvrages ou d'articles de référence ou si vous connaissez des sites web de qualité traitant du thème abordé ici, merci de compléter l'article en donnant les références utiles à sa vérifiabilité et en les liant à la section « Notes et références ».

Obus-flèche français OFL 120 F1, une forme de pénétrateur à énergie cinétique (APFSDS).

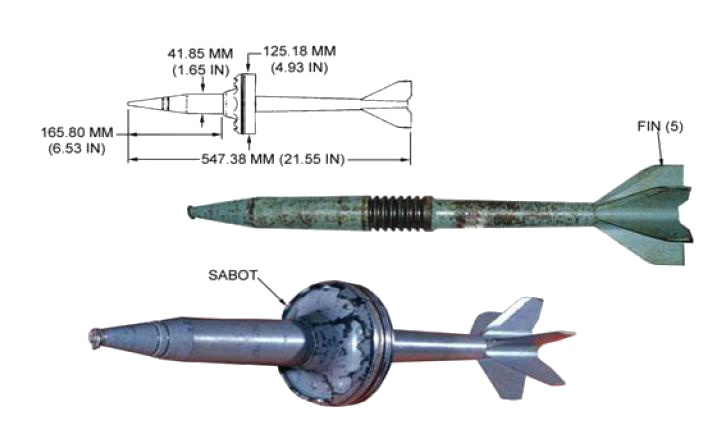
Obus-flèche soviétique 3BM-15 en acier maraging contenant un noyau en tungstène.

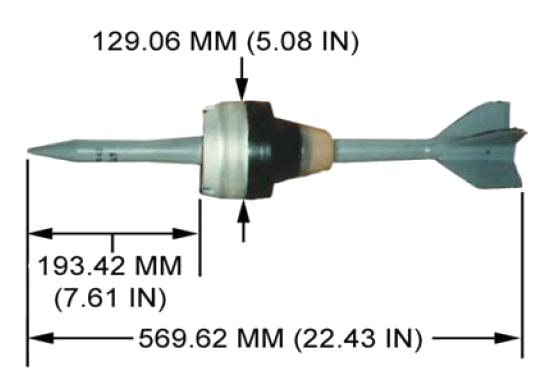
Obus-flèche soviétique 3BM-42 « Mango » formé de deux barreaux en tungstène.

Une munition antiblindage est une munition spécialisée contre les blindages.
Se déclinant sous de nombreuses formes, elle est adaptée aux armes d'épaule, aux obus d'artillerie ou aux ogives de missiles.
La munition antiblindage est basée sur les mêmes principes que ceux généralement adoptés pour les obus, répartis en deux catégories : 
- les obus perforants (aussi appelés obus de rupture) ;
- les obus explosifs.

## Types

### Munitions de la Seconde Guerre mondiale
Si les munitions pleines, sans charge explosive, sont apparues avec l'artillerie, les obus dits « de rupture » le sont avant la création des blindés. À côté des obus brisants, explosant à l'impact ou par délai, ils sont conçus pour percer les ouvrages d'art ou les blindages des fortifications et des navires cuirassés. Durant la Première Guerre mondiale qui voit l'apparition et l'usage massif des chars de combat, peu de munitions spécifiquement antichars voient le jour : les blindages des tanks demeurent assez minces pour être vaincus par des obus classiques. Seuls les calibres les plus petits, accueillant une charge explosive trop faible sont dotés de munitions antiblindages, sans être des créations originales : par exemple, le Tankgewehr allemand utilise une balle renforcée pour la lutte antichar, reprenant le principe des Elephant guns (en) contre les blindages de tranchées ; les canons français de 37 mm et 75 mm peuvent tirer des obus de rupture créés avant la Grande Guerre (respectivement les modèles 1892 et 1910 « non coiffés », ce dernier modifié en 1916 et 1918, dits André Lefevre selon leurs fusées). Durant l'entre-deux-guerres, le développement des blindés entraine celui des munitions destinées à les vaincre. Celles utilisées durant le second conflit mondial sont toutes issues de recherches effectuées avant 1939.

#### Boulets perforants non coiffés
La plus simple des munitions dites de rupture selon la nomenclature française est un obus plein (AP pour armor-piercing dans la nomenclature internationale. La plupart (comme pour les autres types mentionnés plus bas) comportent en leur sein une cavité (schématisée ici en rouge) contenant une charge explosive (armor piercing high explosive ou APHE / AP-HE), explosant quelques millisecondes après pénétration dans l'intérieur du véhicule pour accroitre les dégâts antipersonnel, ou incendiaire (Armor Piercing Incendiary ou API). De plus, de nombreuses munitions comportent un traceur marquant la course du projectile ; il est alors marqué -T (tracer). La désignation internationale complète d'un obus peut donc être APCBC-HE-T dans le cas d'un PCOT traçant explosif.
Seuls les Britanniques durant le conflit utilisent des obus totalement pleins, dits shot par opposition aux obus shell.

Les munitions AP ont laissé place à des modèles plus élaborés.

#### Boulet perforant coiffé
Le boulet plein est doté d'une coiffe de pénétration pour réduire les chances de ricochet lors d'un impact sur un blindage incliné (APC pour armor-piercing capped).

#### Boulet perforant avec fausse ogive
L'obus plein est coiffé d'une fausse ogive (APBC ou armor-piercing-ballistic-capped) favorisant sa pénétration dans l'air, sa vitesse et par conséquent son énergie cinétique. Les Soviétiques l'utilisent en particulier pour la munition BR-350 A du T-34/76.

#### Boulet Perforant Coiffé à fausse Ogive (PCOT)
L'obus antichar APCBC (armor-piercing capped ballistic capped en nomenclature internationale) comporte une coiffe pénétrante et une ogive balistique. Il s'agit du type « classique » le plus usité durant le conflit, par exemple avec la panzergranate 39 allemande.

#### Projectiles à perforateur lourd sous calibré en carbure de tungstène
Aussi nommé HVAP (High Velocity Armour Piercing) dans l'Armée américaine ou Hartkern (HK, noyau dur) dans la Wehrmacht, l'obus APCR (armor-piercing composite rigid) est composé d'un noyau au carbure de tungstène sous calibré, enserré dans un métal léger tel l'aluminium.
Doté d'une forte vitesse initiale qui donne d'excellentes performances antichars à courte et moyenne distance, il demeure rare du fait de la matière stratégique et provoque une usure prématurée du tube. Chaque Sherman M4(76) n'en reçoit qu'un par mois en moyenne, en 1945 et la production des panzergranaten 40 allemandes est stoppée en 1943. Peu utilisé car inefficace, les Allemands ont aussi fabriqué un APCR-ersatz à cœur de fer doux (dit panzergranate 40 W) qui a davantage un effet HESH.

Plus efficaces encore que le tungstène, des munitions à uranium appauvri ont été conçues durant le conflit (mars 1944) par les ingénieurs allemands pour une PzGr. 40 de 5 cm ; la matière a été plus tard largement utilisée pour des obus-flèches (voir plus bas) et médiatisée durant la guerre du Golfe.

#### Projectiles à noyau lourd montés avec des jupes déformables

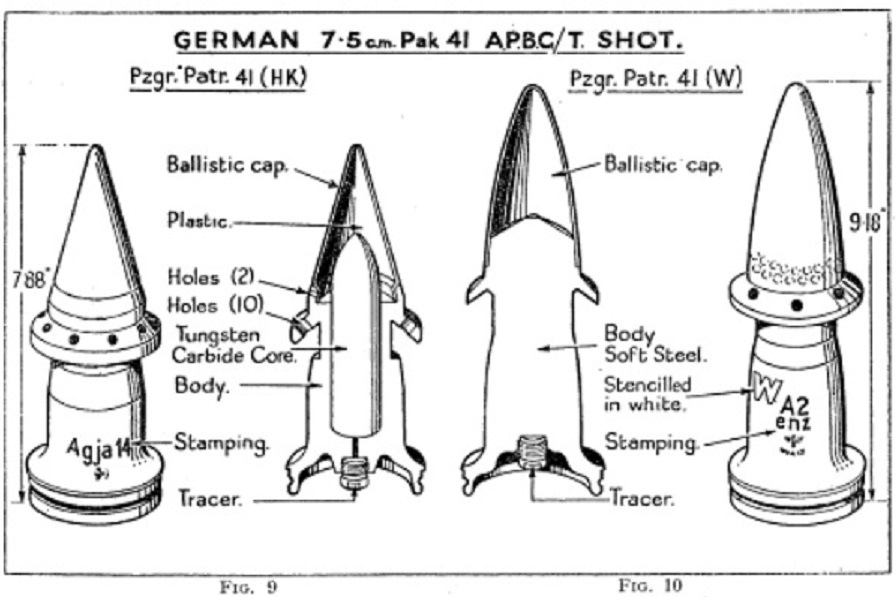
Schéma des APCNR du PaK 41 : obus sous-calibré au tungstène et ersatz en fer doux (Weicheisen).

Cette munition particulière (désignation internationale armor-piercing composite non-rigid ou APCNR) ne peut s'utiliser sur un canon conventionnel : il s'agit d'un obus sous-calibré doté d'une enveloppe malléable qui se resserre dans le tube du canon « conique » spécialement conçu, à âme se rétrécissant selon le système Gerlich. Ce resserrement accroit la vitesse initiale ; combiné à une munition au tungstène, il permet une forte pénétration à courte et moyenne distance. La nécessité d'un tube spécial fait qu'il n'a été que relativement peu utilisé, par les Britanniques avec le système Littlejohn du 2 pounder (la munition étant nommée APSV pour Armour-piercing super velocity) et surtout les Allemands avec trois canons à âmes coniques, les s.PzB 41, le.PaK 41 et PaK 41. La France, avant la défaite de 1940, avait testé un prototype danois, le 29/20 mm Larsen.

#### Obus perforant sous-calibré à sabot détachable

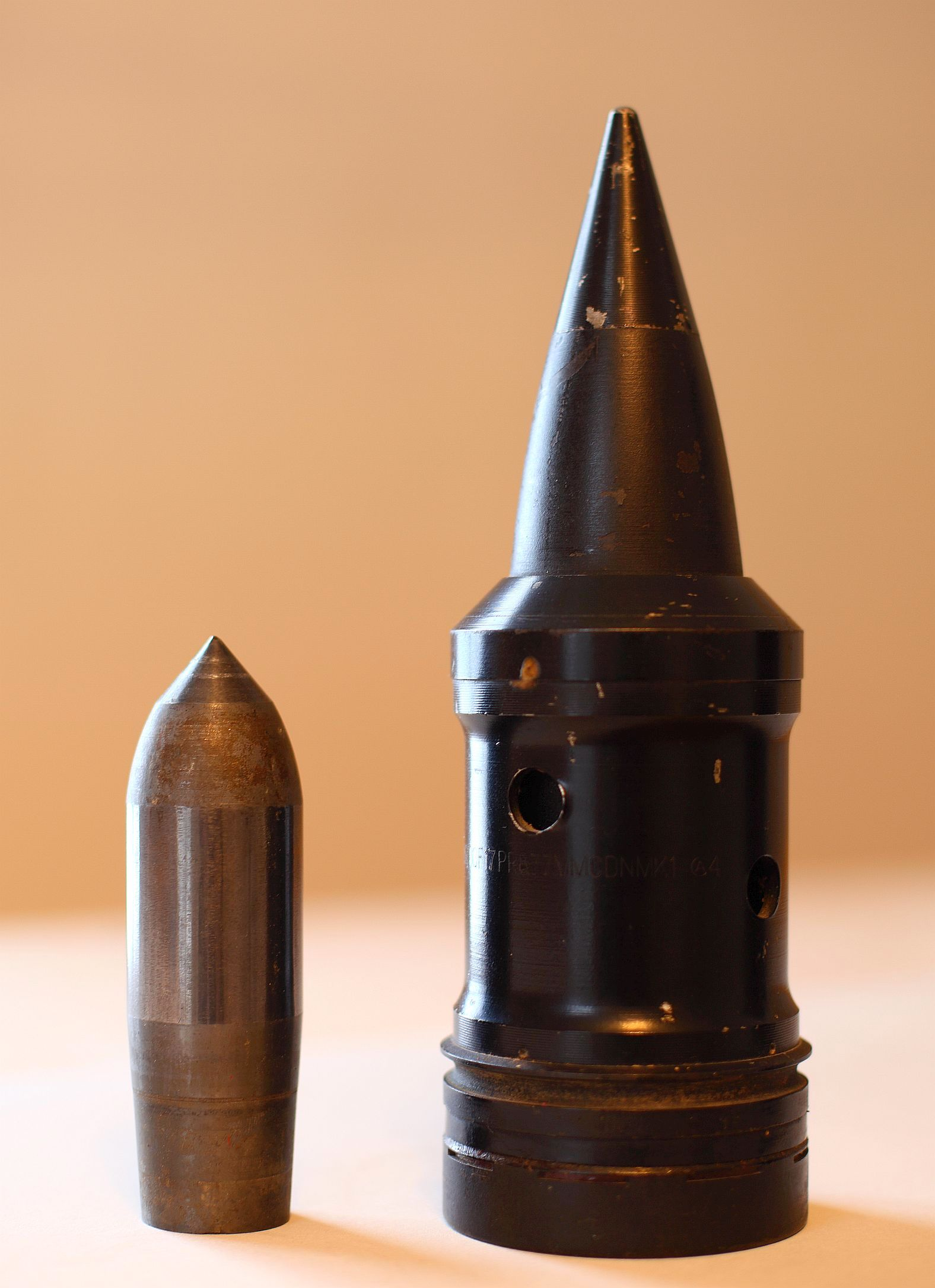
Obus perforant sous-calibré à sabot détachable de 76,2 mm SV Mk.1 britannique avec son noyau en carbure de tungstène.

Semblable à l'obus APCR, la munition à sabot détachable APDS (Armor-piercing discarding-sabot) s'en distingue par son enveloppe enserrant l'obus. Elle s'en sépare au départ du coup, laissant le projectile sous-calibré doté de la forte puissance propulsive. Bien que testé par les ingénieurs allemands (obus TS ou Treibspiegel), seuls les Britanniques en firent usage pour leur OQF 17 pounder.

#### Obus à Charge Creuse (OCC) ou Obus Explosif à Charge Creuse (OECC)
Développée d'après l'effet Munroe, les premières munitions à charge creuse HEAT apparaissent en 1940. Différentes des munitions précédentes utilisant l'énergie cinétique, la charge creuse est plus efficace à faible vitesse initiale, à toutes distances, de préférence pour des obus d'un calibre supérieur à 70 mm. Schématiquement, il s'agit d'une charge explosive dont la pointe est creusée en entonnoir ; à l'explosion, celui-ci concentre un jet de métal en fusion perçant le blindage.
C'est le seul type de munition, en dehors des balles de fusils antichar (assimilées à des AP), à être utilisé individuellement par des soldats, sous la forme de grenades antichar à main et à empennage (tels les RPG-43 et panzerwurfminen), grenades à fusil (Grenade à fusil modèle 1941 antichar, Number 68 anglaise, panzergranaten de 30 et 40 millimètres, la première étant le plus petit calibre usité pour une charge creuse, sans grande efficacité), roquettes (celles du bazooka américain, du Panzerfaust et du Panzerschreck allemand, du PIAT britannique), charges magnétiques (Hafthohlladung) ou de contact (première utilisation de charges creuses contre le fort d'Ében-Émael en 1940, arme-suicide japonaise mine lunge).

Après-guerre, de nombreux missiles destinés aux cibles terrestres sont pourvus de charge creuse. Les missiles antinavire sont dotés de charges brisantes.

#### Munitions explosives
Le tableau serait incomplet sans la mention des munitions explosives (HE) dont la charge n'a aucun dispositif antiblindage, mais dont l'effet soufflant, ou « brisant », est susceptible de vaincre la paroi (faiblement) blindé d'un véhicule. La plupart des nations belligérantes de la Seconde Guerre mondiale usent de munitions antitank explosives, l'Angleterre dès 1940 (grenades numéros 73, 74 et 75 ; munition AT du Smith gun), le Japon (« mine tortue » Mine Type 99, mines humaines ou Hook charge), l'Allemagne (Tellerminen employées manuellement, grenades à manche multiples, charges concentrées geballte ladungen). Il est à noter que si les obus explosifs (HE) de 75 mm n'ont qu'un faible pouvoir perforant d'environ 20 mm, les munitions plus lourdes telles celles des 122 et 152 mm soviétiques occasionnent des dommages structurels aux chars les plus lourds comme le Tigre.
Le cocktail Molotov incendiaire demeure une arme antichar, mais non à proprement parler « antiblindage ».
Loin d'être obsolètes et visant les organes sensibles des chars (optiques de visée, chenilles, ouvertures ou grilles d'aération), ces charges sont toujours d'actualité sous la forme des Engins explosifs improvisés, et sont prises en compte dans l'élaboration des futurs MBT.

### Munitions de l'après-guerre et contemporaines
En dehors des munitions d'un calibre inférieur à 40 mm, celles développées durant la Guerre froide jusqu'à nos jours sont de types plus élaborés. Les APCR et APDS sont néanmoins toujours d'actualité, mais l'exception principale est le système HEAT, fortement amélioré jusqu'à faire croire dans les années 1960 à la fin du blindage lourd et la conception d'autres contre-mesure : la vitesse du véhicule par exemple pour l'AMX-30, la conception de blindages spécifiques (blindage composite et Chobham) ou ajoutés (blindage réactif). Pour les contrer ont été développées des charges creuses « doubles », en « tandem ».

#### Obus à tête d'écrasement
Nommé aussi HEP pour High Explosive Plastic par les américains, il s'agit d'un obus explosif non rigide, s'écrasant à l'impact (HESH pour high-explosive, squash-head) et générant une onde de choc qui se répand au travers du blindage. Le réfléchissement de l'onde crée une tension détachant des éclats, voire une « galette » de métal sur la paroi interne (effet spalling). Il n'y a pas pénétration proprement dite. Apparu après-guerre, le principe de ces obus se retrouve néanmoins avec certaines munitions de la Seconde Guerre mondiale, telles la balle du Maroszek ou les obus EP italiens (effetto pronto), des charges creuses « primitives » (les réelles charges creuses italiennes étant les EPS, « spéciale »).

#### Obus-FLèche(OFL)
L'obus-flèche, développement de l'obus à sabot APDS, est un pénétrateur à énergie cinétique APFSDS (armor-piercing, fin-stabilized, discarding sabot). Ces munitions sont dotés d'un fin perforateur au tungstène, mais aussi à l'uranium appauvri, toutes stabilisées par des ailerons, permettant ainsi à l'obus de suivre une trajectoire plus droite. C'est avec les HEAT le principal type de munitions anti-blindage utilisé dans les années 2000.

## Obus

### Obus perforants
Pour percer les blindages épais, il fallut trouver un obus résistant, capable de transpercer la cible avant d’exploser.
Lors de la Seconde Guerre mondiale, des obus dits « de rupture » ont été mis au point pour couler les navires fortement blindés (cuirassés ou porte-avions). Ils furent également utilisés pour détruire les batteries côtières ou bunkers.
Ces avancées technologiques ont encouragé une escalade dans la course au blindage ; « Les cuirassés rapides de la classe Iowa, lancés pendant la guerre mais sur plans de 1938, reçurent 3 ponts blindés : supérieur, de 38 mm, moyen de 153 mm et inférieur de 16 mm. Les géants japonais de la classe Yamato, 74 000 t en charge, plans de 1937, un seul pont : de 230 mm. »
Le principe de l’obus de rupture consiste à percer le blindage et à utiliser les morceaux de blindage pulvérisés par le choc comme de nouveaux projectiles, en complément du projectile initial. Ensuite, il se passe un effet « boule de neige » puisque ces nouveaux projectiles incandescents et projetés à une vitesse très élevée vont transpercer d’autres parois etc. Le personnel se trouvant dans les pièces touchées est donc neutralisé par les fragments souvent improprement nommés « shrapnels ». Pour être efficace, il faut que sa densité sectionnelle soit maximale.
Un autre principe est de consolider un obus explosif pour qu’il puisse traverser un blindage avant d’exploser (100 millisecondes après par exemple).

### Obus explosifs
En 1708, l'officier de marine Masson proposa le premier boulet creux d'artillerie. À cette date, l'armée enterra son exposé, classé sans suite.

Au cours des décennies suivantes, plusieurs artilleurs se sont intéressés à l'idée de propulser un boulet creux, chargé de matières incendiaires destinées à éclater dans le flanc d'un vaisseau, pour y mettre le feu et le couler.

Le colonel de Bellegarde fit procéder à des recherches et des tirs de tels boulets, avant d'émigrer et d'emporter avec lui le fruit de ses expériences.

Deux officiers d'artillerie ayant supervisé les travaux du colonel de Bellegarde (le lieutenant François Fabre et le capitaine Pierre Choderlos de Laclos) vont poursuivre ces recherches, mais il se trouve que des éléments vont les mettre rapidement dos à dos et non côte à côte. En 1803, une maladie mortelle frappe Choderlos de Laclos tandis que Fabre est nommé directeur général des Forges.
Jamais la marine française ne voudra utiliser cette arme jugée trop meurtrière pour l'ennemi, qui ne tarderait pas à la fabriquer et à l’utiliser à son tour contre ses vaisseaux, inférieurs en nombre. « Ce qui privera Paris d'une place Trafalgar… Mais, grâce à la pugnacité de Fabre, Berthier les acceptera pour l'armée de terre ».
Selon le type d’obus, l’explosion détruit un bâtiment classique, met le feu à un véhicule ou projette des balles intégrées dans l'obus. L’obus explosif peut détruire toute cible classique non protégée par un blindage (maison, véhicule, groupe d'êtres humains), mais sera moins efficace contre un char ou un bunker (plusieurs coups portés au même endroit seront nécessaires pour atteindre l’intérieur de la cible).

### Incendie et explosion
Les premiers moteurs fonctionnant à l’essence favorisaient les incendies. Lors de la Seconde Guerre mondiale, l'usage du moteur diesel dans les véhicules blindés a rendu les chars moins vulnérables à l'explosion de leur carburant, le fioul s'enflammant moins facilement, sauf en cas de coup direct dans la réserve de munitions.
En ce qui concerne le char Abrams, le magasin à munitions est situé à l'extérieur du blindage, derrière la nuque de tourelle. En cas de coup au but, les munitions stockées ne provoquent plus l'explosion du char.
Pour diminuer le risque d’incendie, un dispositif d'extinction à base de halon est présent à l’intérieur du char, mais ceci ne constitue pas un rempart à un coup mortel.

## Ogives

### Énergie cinétique et obus flèche

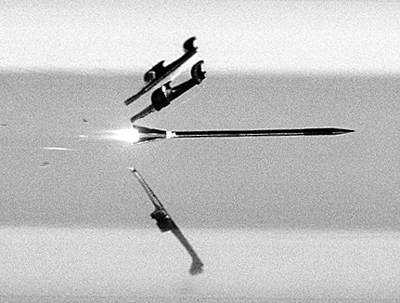
Pétales du sabot se séparant lors du tir d'un obus flèche.

Toutes les pièces fonctionnent sur le même modèle. Un obus et une charge propulsive sont placés au fond d'un long tube (Canon). La base du tube est fermée, l'autre bout, non. La charge propulsive crée un gaz chaud en expansion. Il propulse l'obus hors du tube à grande vitesse. À la sortie du tube, les obus à haute vélocité atteignent une vitesse de 1 000 à 2 000 m/s. Les obus antichars « à l'ancienne », dans les années 1940 et 1950, avaient une tête renforcée. Ils étaient destinés à frapper le blindage avec suffisamment de force pour pénétrer à l'intérieur et alors faire exploser la charge creuse qui se trouvait dans leur tête. La recherche balistique a ensuite démontré que la fragmentation du blindage et la force du cône avant étaient beaucoup plus destructrices que l'explosion qui suivait. En d'autres termes, les dommages étaient causés par le transfert de l'énergie cinétique de l'obus vers le blindage. En conséquence, les obus perforants actuels sont entièrement fait de métal extrêmement dur, sans aucune charge intérieure. Quand il pénètre, des morceaux du blindage et les restes de l'obus volent à l'intérieur du char, détruisant et l'équipage et l'équipement.
Il a fallu encore plus d'esprit créatif pour imaginer le dernier‑né des obus pénétrants : l'obus flèche. Cet obus composite est assemblé autour d'une sorte de mince barreau de métal extrêmement dense. Ce barreau qui constitue la flèche est entouré d'un sabot en deux ou trois morceaux qui permet de le fixer à l'avant d'une douille normale, afin d’adapter le diamètre de la flèche au diamètre de la douille de façon à pouvoir être tiré par un canon de 120 mm par exemple. Quand le coup est tiré, la charge dans la douille explose propulsant le tandem flèche‑sabot le long du tube. Dès qu'il en sort, les morceaux du sabot se séparent en l'air et la flèche continue seule son chemin à une vitesse très élevée. Au départ, les obus flèches étaient tirés par des canons rayés dont les rainures faisaient tournoyer et le sabot et la cheville (qui alors n'avait pas d'ailettes). Comme la plupart des chars ont maintenant des canons lisses, ces flèches ont de petites ailettes pour des raisons de stabilité en vol.
Les « flèches » sont généralement en alliage de tungstène (comme le carbure de tungstène) qui est plus dur que l'acier, ou des flèches dont le cœur est en uranium appauvri plus dense que l'acier, et concentrant donc dans son centre plus de puissance (ce matériel est toutefois moins puissant). Le tungstène possède une température de fusion de 3 400 °C et d’ébullition de 5 700 °C. L’uranium appauvri possède quant à lui un point de fusion à 1 130 °C et d’ébullition à 3 850 °C mais il a l’avantage d’être fourni gratuitement. Le tungstène est d’autre part deux fois plus dur que l’uranium appauvri, avec une dureté de 500 Vickers contre 250 Vickers seulement pour l’uranium appauvri). Ceci permet d'augmenter considérablement leur densité sectionnelle et donc leur pouvoir perforant.
Densité des matériaux pour comparaison : Eau, 1 ; Acier, 7,8 ; Bronze, 8,4 à 9,2 selon le mélange ; Plomb, 11,3 ; Uranium, 18,7 ; Uranium appauvri, 19,1 ; Tungstène, 19,3.
L'uranium appauvri des obus flèches est accusé de provoquer des maladies graves à moyen et long terme, bien que les armées du monde, notamment celle des États-Unis affirment le contraire.

### Obus à charge creuse
Les têtes HEAT, (antichar à explosif brisant) connues aussi sous le nom de têtes « à énergie chimique », « à charge profilée » ou « à charge creuse », ont été développées pendant la Seconde Guerre mondiale pour les pièces à basse vélocité, et presque aussitôt utilisées également pour les roquettes anti‑chars légères.
La charge explosive des munitions HEAT possède un évidement de forme conique (parfois semi-hémisphérique) à son extrémité dirigée vers la cible. Ce cône inversé est recouvert d'une mince paroi métallique (à ne pas confondre avec la coiffe - ou « pointe » - de la munition) dont l'épaisseur, l'angle et le matériau (le plus souvent du cuivre rouge) seront très précisément calculés et déterminés en fonction de la vitesse de détonation de l'explosif utilisé et de la nature de la cible à détruire.
À l'impact, un contacteur placé au sommet du projectile déclenche l'explosion du détonateur situé à l'arrière de la charge, entraînant du même coup la détonation de celle-ci.
L'onde de choc engendrée se propage d'arrière en avant au sein de la charge et exerce sur la mince paroi de cuivre une pression telle que cette dernière est quasiment forgée, fond et se retourne un peu comme une chaussette, formant un dard de métal à haute température dont la vitesse peut atteindre, en théorie, deux fois celle de la vitesse de détonation de l'explosif utilisé (soit environ 18 000 m/s pour une charge à l'octogène-cire).
La charge creuse sera d'autant plus efficace que le dard de métal en fusion ne se dispersera pas et restera bien concentré. Il importe donc que le dard formé de métal en fusion soit le plus fin et rectiligne possible ; d'où un réel savoir-faire d'artificier pour calculer le bon compromis, les bonnes quantités, les bonnes matières, les bons explosifs et les bonnes formes qui rendront le dard le plus efficace possible.
Le dard de métal en fusion possède un pouvoir perforant considérable (environ huit fois le diamètre de la charge dans l'acier et beaucoup plus dans le béton), et sa température (plusieurs milliers de degrés) provoque, après avoir percé le blindage, un incendie à l'intérieur de la cible transpercée. La distance séparant le sommet de la coiffe et la base du cône est nommée « distance de stand-off » ; elle est nécessaire à la formation du jet et sera comprise entre 2 et 3 fois le diamètre de la charge.
Toutes les têtes HEAT fonctionnent de la même manière quelle que soit leur vélocité. Ce sont donc des missiles et des obus relativement lents dont le pouvoir de pénétration est le même que les munitions cinétiques à haute vélocité. En pratique, la plupart des missiles et des obus HEAT de fort calibre peuvent pénétrer une épaisseur d'acier supérieure à celle que peuvent percer les plus puissants des obus à haute vélocité.
Les obus HEAT étaient si efficaces que certains canons de chars furent redessinés pour ne tirer qu'eux. Les têtes HEAT ont plus de pouvoir pénétrant si elles ne tournoient pas, ce qui donne encore un avantage aux missiles et aux fusées par rapport aux obus tirés par un canon rayé. Un pays alla même jusqu'à imaginer une tête HEAT montée sur roulements pour contrebalancer l'effet de ses canons rayés. C'était finalement une bonne raison pour passer au canon à âme lisse.
Les charges creuses ne se forgent pas forcément sur l'axe du vecteur qui les propulse ; elles peuvent être orientées de différentes manières ; latéralement en usage antichar, pour percer le haut du blindage d'une tourelle de char, là où il est moins épais ; ou bien à 90 degrés par rapport à leur trajectoire afin littéralement de « trancher » un secteur latéralement, pour une utilisation en défense antiaérienne, en conjonction avec détonation initiée par une fusée de proximité.
La parade à une charge creuse consiste à dévier le dard de métal en fusion. Des blindages dits « réactifs » ont été mis au point. Ils portent sur leur surface une petite couche d'une matière explosive dont la mise à feu sera initiée par le dard lui-même, et qui soufflent ledit dard par une contre-explosion, le rendant inopérant.
La contre parade à ces blindages réactifs est la double charge creuse ou charge tandem : une première (petite) charge creuse excite le blindage réactif et le fait exploser ; puis quelques millisecondes après, la deuxième (principale) charge creuse se forme et perce le blindage qui vient juste d'être mis à nu.

## Blindage

### Balistique des munitions et effet sur les blindages

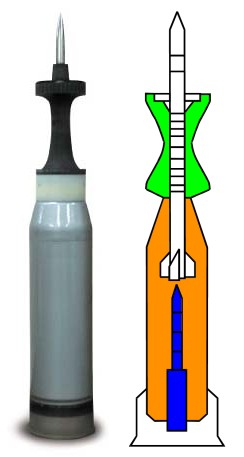
Obus-flèche de 120 mm M829 américain contenant un barreau en uranium appauvri
Bleu : amorce
Orange : charge de propulsion
Vert : sabot
Blanc : flèche

À la suite de l’apparition de blindages de plus en plus consistants ou résistants, de moins en moins traversables, que des munitions explosives ou cinétiques ne pouvaient plus traverser, sont apparues les munitions à l’uranium appauvri. Ces munitions sont effilées longues et denses de manière à augmenter au maximum leur densité sectionnelle et donc leur pouvoir perforant. En fait, il s’agit du même métal que celui composant le blindage Chobham (blindage Chobham : le blindage contient une couche d'uranium appauvri devant une couche de céramique insérée dans de l'acier).
En 2008, on fabrique des balles, obus, bombes ou missiles à l’uranium appauvri. Le principe est simple et avantageux. Lorsque la flèche en uranium entre en contact avec un solide, celle-ci grâce à sa dureté va dans un premier temps percer le solide, puis s’échauffer, atteindre sa température de fusion, faire fondre le solide tout en continuant sa trajectoire grâce à son importante énergie cinétique (fournie au moment du tir). Ensuite, la flèche va s’auto-aiguiser, va projeter les morceaux incandescents du solide (blindage, béton armé) à l’intérieur de la cible tout en brûlant tout ce qui se trouvera sur son passage en raison des caractéristiques pyrophoriques de l'uranium. Cet obus remplit donc la fonction d’un obus explosif à tête renforcée, tout en étant assez peu cher grâce à sa flèche de petit diamètre dont seul le noyau est constitué de l'isotope 238 d’uranium (obtenu après extraction de l'isotope 235 utilisable pour faire des bombes atomiques), recouvert d’une protection.
L’obus est tiré par un canon standard (de 120 mm par exemple, à âme lisse). Il possède une vitesse initiale lui fournissant la force cinétique nécessaire pour percer tout type de blindage (ils auraient pu couler les cuirassés géants utilisés lors de la Seconde Guerre mondiale).
- Un obus APFSDS (pour Armor-Piercing Fin-Stabilized Discarding Sabot) possède une vitesse initiale de 1 661 m/s, mais sa capacité de pénétration diminue en fonction de la distance du but.
- Un obus HEAT a une vitesse initiale de 1 330 m/s, mais sa capacité de pénétration diminue en fonction du type de blindage de la cible. La faible vélocité d’un obus explosif fait qu’à longue distance, la cible a le temps de changer de position et éviter un tir efficace (la limite de portée est de quatre à cinq kilomètres).

Des missiles et bombes à uranium appauvri (dits « munitions perce-bunkers ») peuvent théoriquement percer les parois d'un bunker enterré (il peut percer plusieurs dizaines de mètres de solide).
Principe : On fait prendre de l’altitude au missile pour qu'il consomme moins de carburant pour une vitesse de descente maximale, afin d'augmenter son énergie cinétique. Lors de la pénétration vers un bunker enterré par exemple, il va comprimer la terre, roche ou autre élément constituant le sol puis percer la paroi du bunker en projetant les constituants du sol et de la paroi à l’intérieur du bunker. Si le missile est équipé d’un étage « explosif » et que ce dernier explose avec un temps de décalage, les dégâts sont augmentés.
Personne ne dispose officiellement de ce type de munition mais les États-Unis auraient un programme de recherche allant dans cette direction.
Les autres missiles sont souvent à basse vélocité, donc souvent à tête HEAT (sauf les missiles antiaéronefs, qui doivent avoir une vitesse — ou vélocité — plus importante que leur cible — avions, hélicoptères, missiles… — et qui doivent faire exploser la cible, sans pour autant avoir de tête renforcée). Un obus HEAT est tout autant adapté qu’un obus sabot pour détruire un hélicoptère (en théorie, car un HEAT est moins rapide qu’un sabot, donc laisse plus de temps à la cible pour changer de position).

### Les différents types de blindés modernes
Le char de combat principal tel le M1 Abrams est le char standard, descendant de l'esquisse pensée pendant la Première Guerre mondiale. Actuellement[Quand ?] doté d’une tourelle et d’un canon principal de calibre compris entre 120 et 125 mm généralement, de fort blindage, de chenilles et de moyen de communication.
Ce char a généré des variantes, car il est devenu nécessaire de transporter les hommes de manière rapide tout en étant à l’abri. Ainsi sont nés les véhicules de transport de troupes qui ne possèdent pas d’arme de haut calibre. Puis sont apparus les véhicules de combat d'infanterie tel le M2 Bradley possédant un canon de faible calibre (25 mm) tirant des munitions perforantes ou explosives ainsi qu’un double lanceur de missiles TOW 2 (antichars, à tête HEAT) monté en série, possibilité d’adapter un second lanceur double, possédant la capacité de se défendre contre les avions surtout grâce à un lance-missiles Stinger (portatif) et possédant des meurtrières pour permettre à l’équipage de se servir de ses armes légères – les M3 sont des M2 de cavalerie emportant seulement deux passagers contre sept pour le M2 mais davantage de missiles TOW 2 et Stinger – le but de ce genre de véhicule est de protéger son équipage, y compris lorsque celui-ci est à l’extérieur du blindé.
En fait, le tandem Bradley-infanterie a le même dessein qu’une mère protégeant ses enfants. Les soldats bénéficient d’un bunker mobile avec toutefois les inconvénients du volume de ce blindé (surtout de sa hauteur) qui n’est pas négligeable et de la faiblesse de son blindage, ce qui va plutôt dans le mauvais sens. D’autres types de chars ont été créés, dans le but de transporter un poste de commandement, de remplir une fonction spécifique telle qu’être une « plate-forme » lance-missiles. Des outils peuvent s’adapter sur les chars de façon à détruire les mines pouvant se trouver au-devant du char par exemple.
Le canon n’est plus réputé être une arme d’avenir, celui-ci se verra remplacé par le missile, capable de corriger un tir manqué ou d’atteindre une cible cachée ou à une distance hors de portée par les canons ; même si le prix des missiles empêche les petits pays de suivre les grands, ils sont obligés de s’aligner par la force des choses (ou alors – comme nous l’a démontré le cas irakien – sont balayés en quelques jours de combats) et alors, ne sont pas capables de rivaliser avec eux. Mais il existe un inconvénient majeure pour un missile. Son système de guidage (filoguidé, infrarouge, laser ou radar) peut être contrecarré par l'ennemi visé. Un exemple avec les systèmes de brouillage russe Shtora et Tshu qui brouillent le guidage du missile attaquant. De plus un missile se déplace sur le champ de bataille à une vitesse pouvant aller de 100 m/s à 700 m/s environ. Il est donc plus facile à neutraliser ou à éviter qu'une simple flèche de métal ultra-lourd lancée à haute vélocité (1 800 m/s). Le missile transporte une charge militaire vulnérable aux éclats, pas la flèche. En 2020, aucun des pays de l'OTAN n'utilise de missile avec ses chars, la Russie en emploie toujours de plusieurs types et Israël met en œuvre le LAHAT (en).
La guerre en Irak de mars 2003 et la guerre civile syrienne laisse penser qu’on entre dans une nouvelle ère.
Les chars et les stratégies devront être réadaptés à un combat de rues, les protections individuelles devront parer à une attaque kamikaze, le personnel devra être formé au combat contre des civils terroristes au milieu de civils pacifiques et les idéologies et stratégies politiques devront évoluer de façon à pouvoir adopter la meilleure défense contre le terrorisme.
Il ne faut pas pour autant abandonner les tactiques et matériels développés depuis les années 1980, car un conflit conventionnel peut toujours éclater comme durant la guerre du Donbass en 2014 et l'invasion de l'Ukraine par la Russie depuis 2022.

## Impacts sanitaires et environnementaux
- Si vous ne connaissez pas le sujet, laissez ce bandeau (vous pouvez alors contacter les auteurs).
- Si vous supprimez le contenu mis en cause (vous pouvez préalablement contacter les auteurs),

argumentez précisément cette suppression dans la page de discussion
(un manque de référence n'est pas un argument ; une recherche réelle de référence doit avoir été effectuée, être formellement documentée).
L'ampleur de ces impacts et leur explication précise (toxicité chimique de l'uranium ou radioactivité ou effet combiné ?) sont encore discutées, mais non leur existence.
Depuis ce qu'on a appelé le syndrome de la guerre du Golfe, de nombreux indices laissent penser que les munitions à uranium appauvri ont des impacts sur la santé et l'environnement qui ont peut-être été sous-estimés. À l'impact l'uranium est vaporisé ou pulvérisé en nanoparticules qui pénètrent facilement l'organisme si elles sont inhalées.
Avoir séjourné à proximité d’un impact causé par des munitions à l'uranium neutralisé augmente le risque de problèmes de santé, ce qui n’est pas surprenant étant donné les caractéristiques toxicologiques de l'uranium. Une polémique existe cependant quant à la gravité du risque et des séquelles de guerre, certains incriminant aussi les autorités pour ne pas avoir insisté sur le fait qu'un risque cancérigène était lié à l’exposition aux poussières d’uranium dit « inerte » (Cf. syndrome de la guerre du Golfe). À titre de comparaison, un gros fumeur aurait autant de risque de développer un cancer en fin de vie (après soixante ans et s’il a commencé à fumer avant l’âge de vingt ans) qu’un soldat non fumeur s’étant trouvé à côté d’une carcasse détruite par munition à l’uranium inerte pendant une durée d’une douzaine d’heures (à condition que l’impact ait eu lieu dans la même journée et qu’il ne pleuve pas (les poussières potentiellement dangereuses sont maintenues au sol par la pluie). [réf. souhaitée]
Avec le vent, la pluie et le temps, une partie de la poussière est disséminée. Les particules les plus lourdes retombent a priori plus près de l'impact ou peuvent se concentrer localement (sol, dépression, sédiments). On connait mal la toxicité des faibles doses d'uranium, et on connait également mal la cinétique de la vapeur et des nanoparticules d'uranium après l'impact.
Certains[Qui ?] estiment que la dilution dans l'environnement atténue les risques sanitaires, mais on sait que certains métaux ou radionucléides peuvent être efficacement reconcentrés (bioconcentration) par la chaine alimentaire (plancton, champignons).

### Sources externes
- www.stratisc.org
- FAS.org et l'ensemble des sites liés
- Encyclopédie Encarta 2003